# Lyantonde (district)
Lyantonde is een district in Centraal-Oeganda.
Lyantonde telt 66.175 inwoners op een oppervlakte van 864 km².